# Gimmeldinger Mandelblütenfest

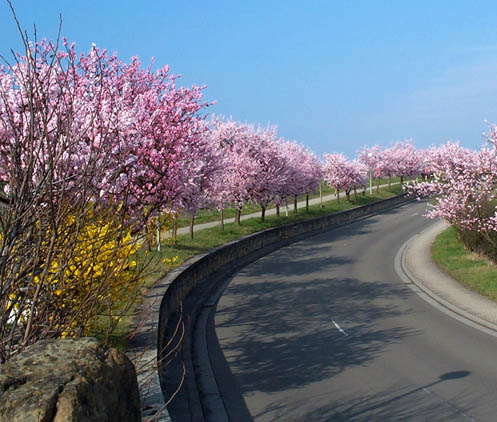
Mandelblüte am Gimmeldinger Neuberg, der zum Mandelblüten-Panoramaweg gehört

Das Gimmeldinger Mandelblütenfest findet jedes Frühjahr im Winzerdorf Gimmeldingen statt, das heute ein Ortsteil der pfälzischen Stadt Neustadt an der Weinstraße (Rheinland-Pfalz) ist. Trotz seines Namens gilt das zweitägige Mandelblütenfest als Weinfest; sofern der Termin im frühen März liegt, ist es im Jahresablauf das erste in Deutschland. 2019 kamen rund 30.000 Besucher.

## Voraussetzungen

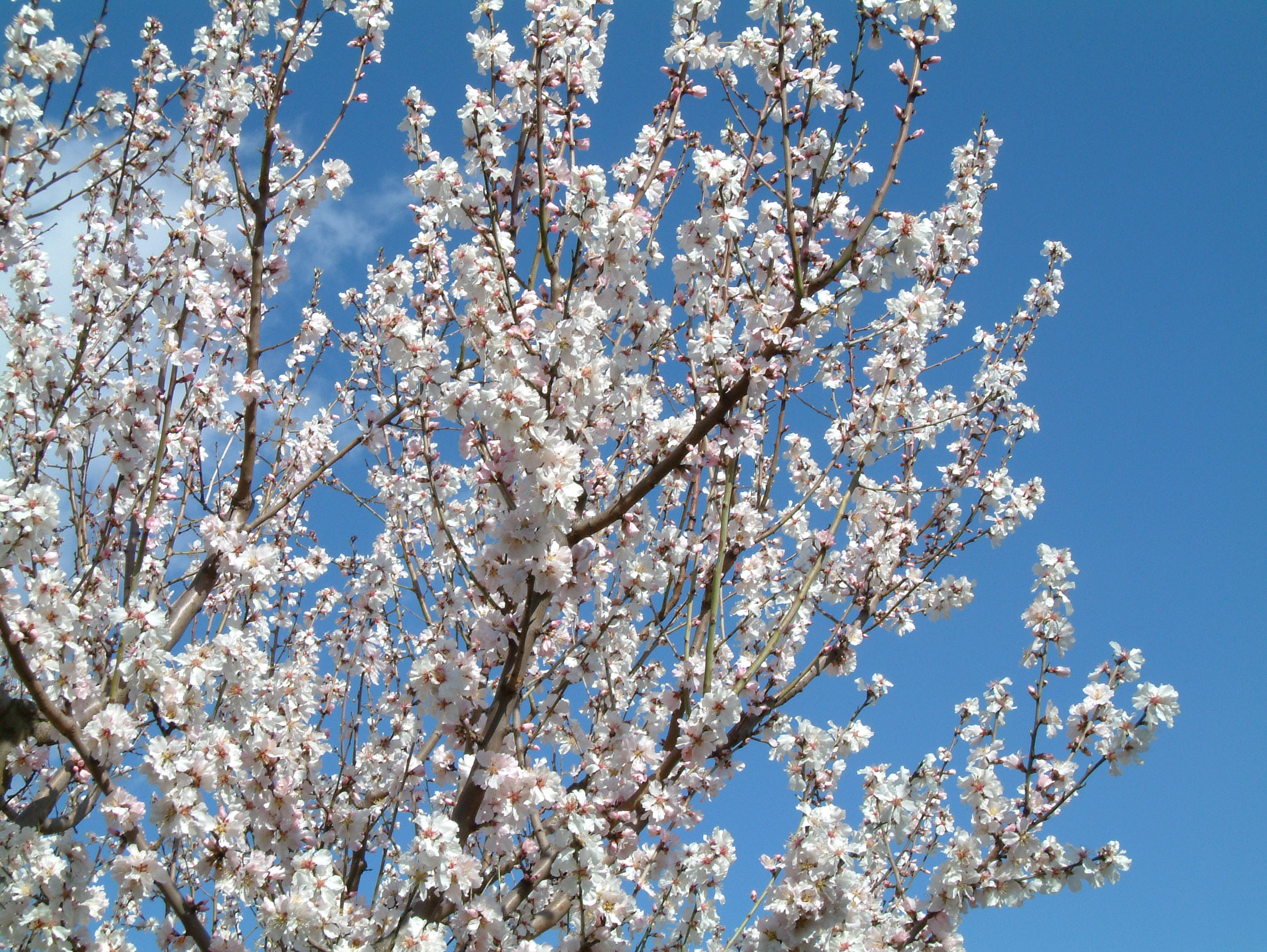
Blühende Keilmandel, Züchtung aus dem Gimmeldinger Nachbarort Mußbach

Wegen des milden Klimas gedeiht in der Vorderpfalz zwischen Rhein und Haardt nicht nur Wein, hier wachsen im Freiland auch Mandeln, Esskastanien, Feigen, Kiwis und Zitrusfrüchte. Früher wurden Mandelbäume bevorzugt in den Weinbergen angepflanzt, heute stehen sie auch entlang der Orts- und Landstraßen. Die frühe Mandelblüte – in der Regel mehrere Wochen vor dem Blattaustrieb der Bäume – taucht vor allem Gimmeldingen, das auf 150 m ü. NHN mitten in den Rebenhügeln an der Deutschen Weinstraße liegt und dessen enge Straßen von unzähligen Mandelbäumchen gesäumt sind, meist ab Anfang März in ein zartrosa Blütenmeer. Dann wird an einem Wochenende das Mandelblütenfest gefeiert, im Ort das größte Volksfest und in der Region eines der großen. Es zieht alljährlich tausende Menschen an, die in Weinstuben und Winzerhöfen bei Pfälzer Wein und kulinarischen Spezialitäten das Erwachen der Natur nach dem Winter feiern wollen.

## Geschichte

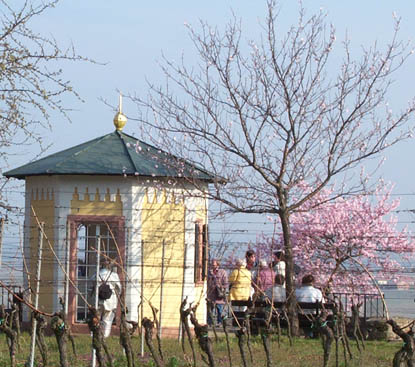
König-Ludwig-Pavillon am Mandelblüten-Panoramaweg

Die Ursprünge des Mandelblütenfestes liegen im Jahre 1934, als es am 15. April erstmals gefeiert wurde. Damals versuchten die nationalsozialistischen Machthaber, mit verschiedenen Maßnahmen – zu denen vor allem die Schaffung der Deutschen Weinstraße gehörte – die Marktchancen der deutschen Winzer zu verbessern. Die Abfolge des Festes war im Zweiten Weltkrieg kurzzeitig unterbrochen, trotzdem wurde 2009 das 75-jährige Jubiläum gefeiert.
Erstmals im Jahre 1950 wurde zum Festauftakt eine Mandelblütenkönigin gewählt; ihre Wahl findet mittlerweile schon einige Wochen vor dem Mandelblütenfest statt. Die Mandelblütenkönigin und die am gleichen Tag gewählte Mandelblütenprinzessin repräsentieren den Ort für ein Jahr bei Festen und offiziellen Anlässen. Inzwischen ist es üblich geworden, dass die Mandelblütenprinzessin jeweils im Folgejahr zur neuen Mandelblütenkönigin aufrückt.
Gegen Ende des 20. Jahrhunderts wurden Rundwege eingerichtet, die den Besuchern einerseits Spaziergänge unter blühenden Mandelbäumen, andererseits Ausblicke auf die optisch ansprechendsten Punkte ermöglichen: Am westlichen und nordwestlichen Rand von Gimmeldingen führt der Mandelblüten-Panoramaweg über die Haberackerstraße, den Fürstenweg und den örtlichen Weinlehrpfad zum König-Ludwig-Pavillon in der Neubergstraße, der Mandelblüten-Lehrpfad vom nördlichen Ortsausgang in Richtung Hildenbrandseck und Königsbach. Auf beiden Wegen, die Teil des später geschaffenen regionalen Wanderweges Pfälzer Mandelpfad von Schweigen-Rechtenbach nach Bockenheim an der Weinstraße sind, finden während des Mandelblütenfestes Führungen statt.

## Ablauf

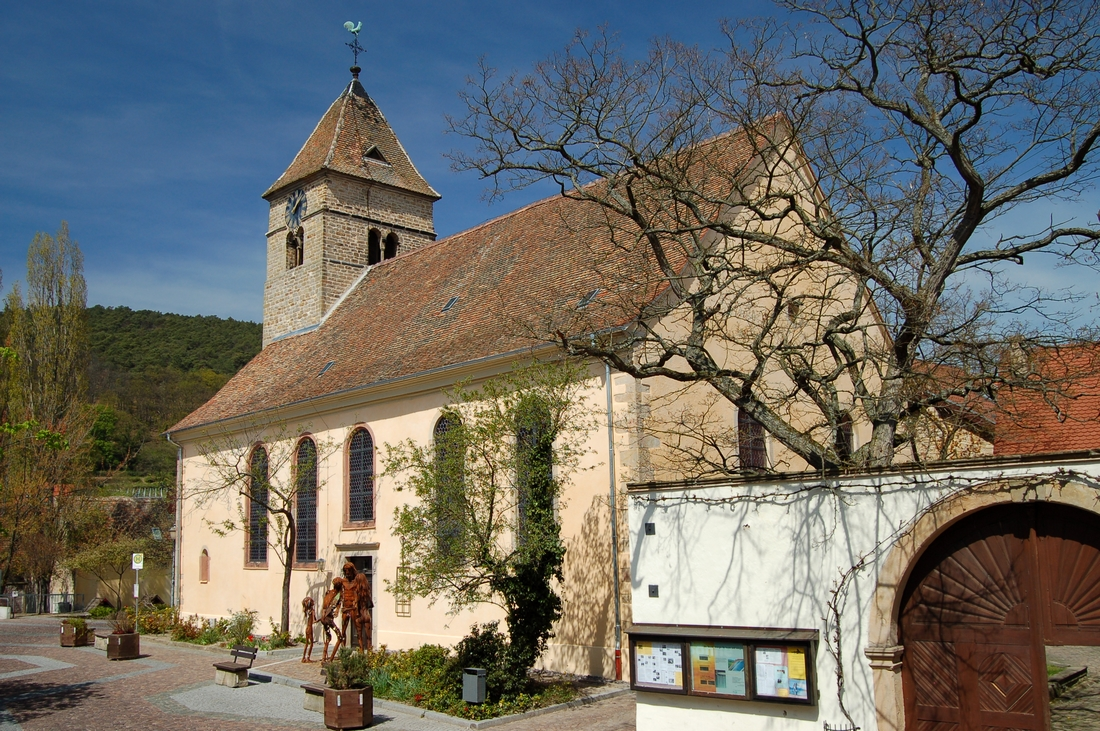
Protestantische Kirche am Kirchplatz

Am Festsamstag um 14 Uhr beginnt die Eröffnungsfeier auf dem Platz an der protestantischen Laurentiuskirche. Unter Mitwirkung örtlicher Vereine, so der Trachtengruppe, der Blasmusikkapelle Mandelblüten-Express und des Gesangvereins 1845, werden die neue Mandelblütenkönigin und ihre Prinzessin den Gästen vorgestellt. Fahrgeschäfte und Jahrmarktstände sprechen vor allem Kinder an, Bewirtung erfolgt zunächst in der nahegelegenen Meerspinnhalle, die nach der bekanntesten Gimmeldinger Weinlage benannt ist, und am König-Ludwig-Pavillon.
Sonntags findet nach dem Festgottesdienst (10 Uhr) ab 11 Uhr auf dem Kirchplatz, bei ungünstigem Wetter in der Meerspinnhalle, das traditionelle Frühschoppenkonzert der Freiwilligen Feuerwehr statt. Die Mandelblütenkönigin und ihre Prinzessin ziehen an beiden Tagen durch den Ort, der sich auch Jahrzehnte nach der Eingemeindung seinen Dorfcharakter bewahrt hat.
An beiden Festtagen wird bis weit in die Nacht gefeiert, im Freien, in der Meerspinnhalle und in den zahlreichen Weingütern und Weinstuben. Gimmeldingen ist während dieser Zeit für Individualverkehr mit Kraftfahrzeugen gesperrt, Besucher werden zu Parkmöglichkeiten außerhalb geleitet. DB Regio Mitte setzt zusätzliche Züge zwischen Neustadt Hbf. und Grünstadt ein, planmäßige Züge verkehren mit vergrößerter Kapazität. Vom Bahnhof Mußbach, der nahe der Ostgrenze von Gimmeldingen liegt, ist das Fest bequem zu Fuß zu erreichen. Sonntags fahren alle 20 Minuten Pendelbusse des BRN ab Neustadt Hbf. sämtliche regulären Haltestellen sowie zusätzliche Bedarfshaltestellen an großen Parkplätzen an.

Impressionen
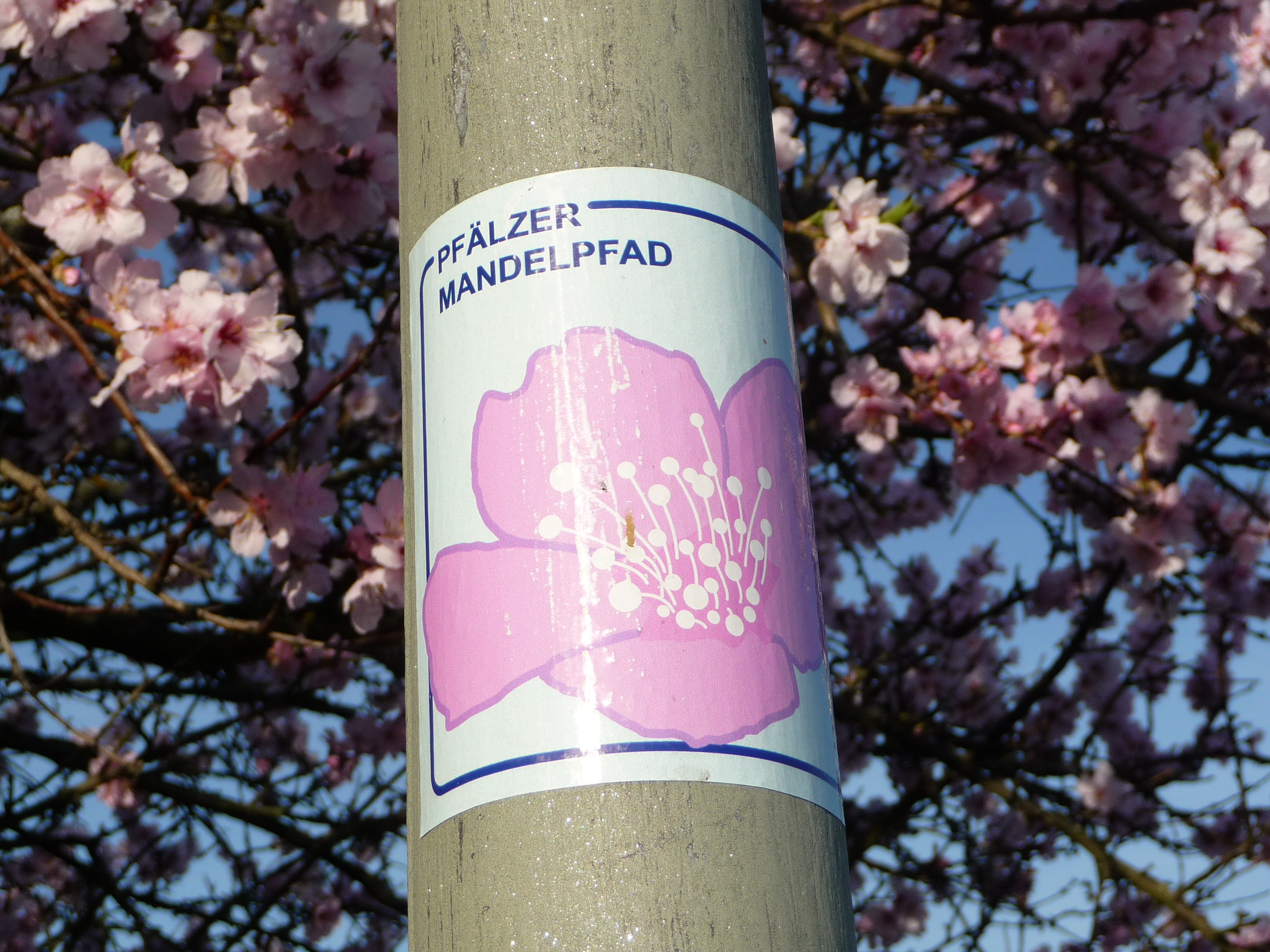
Mandelblütenpfad
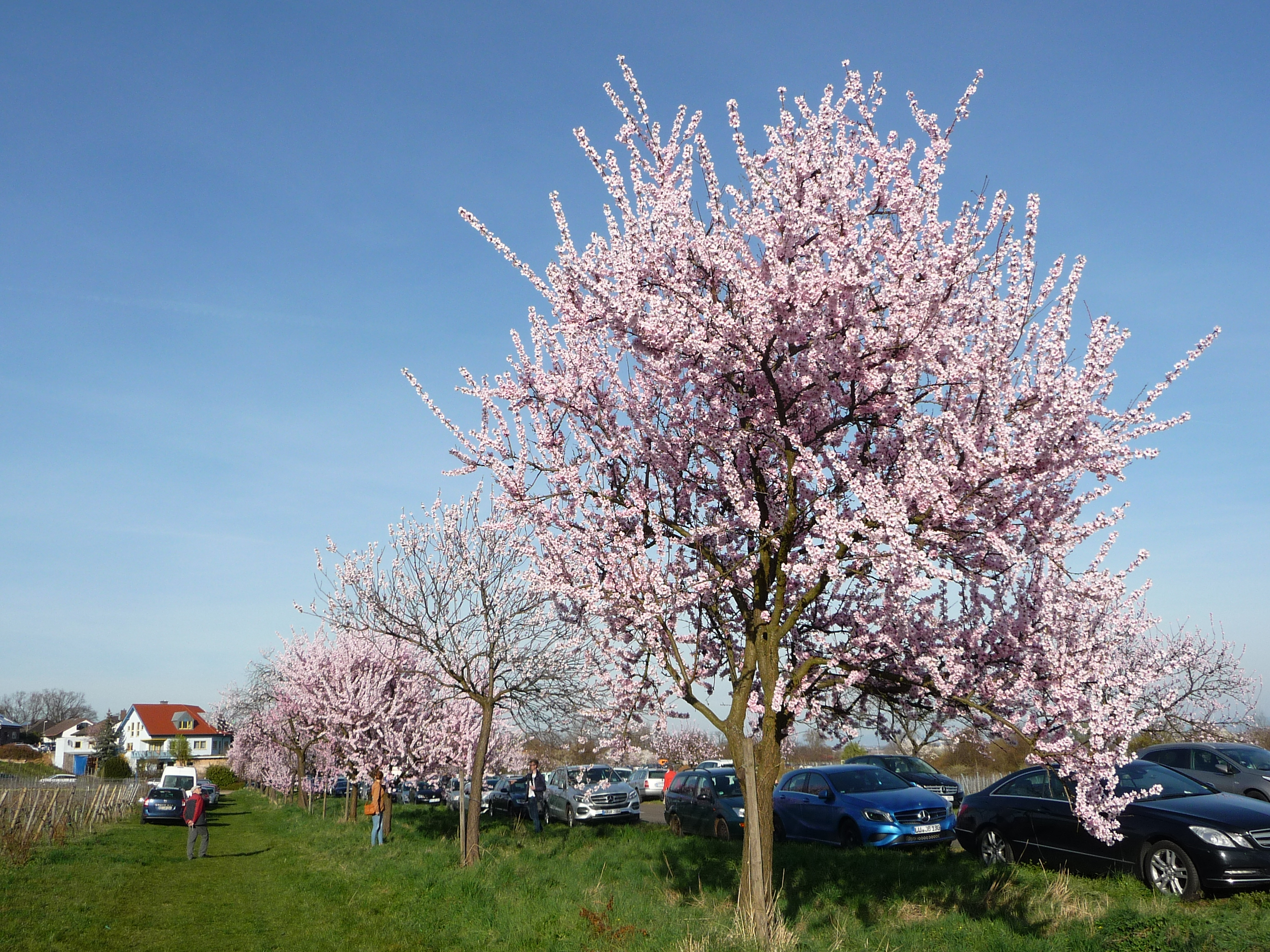
Blühender Mandelbaum
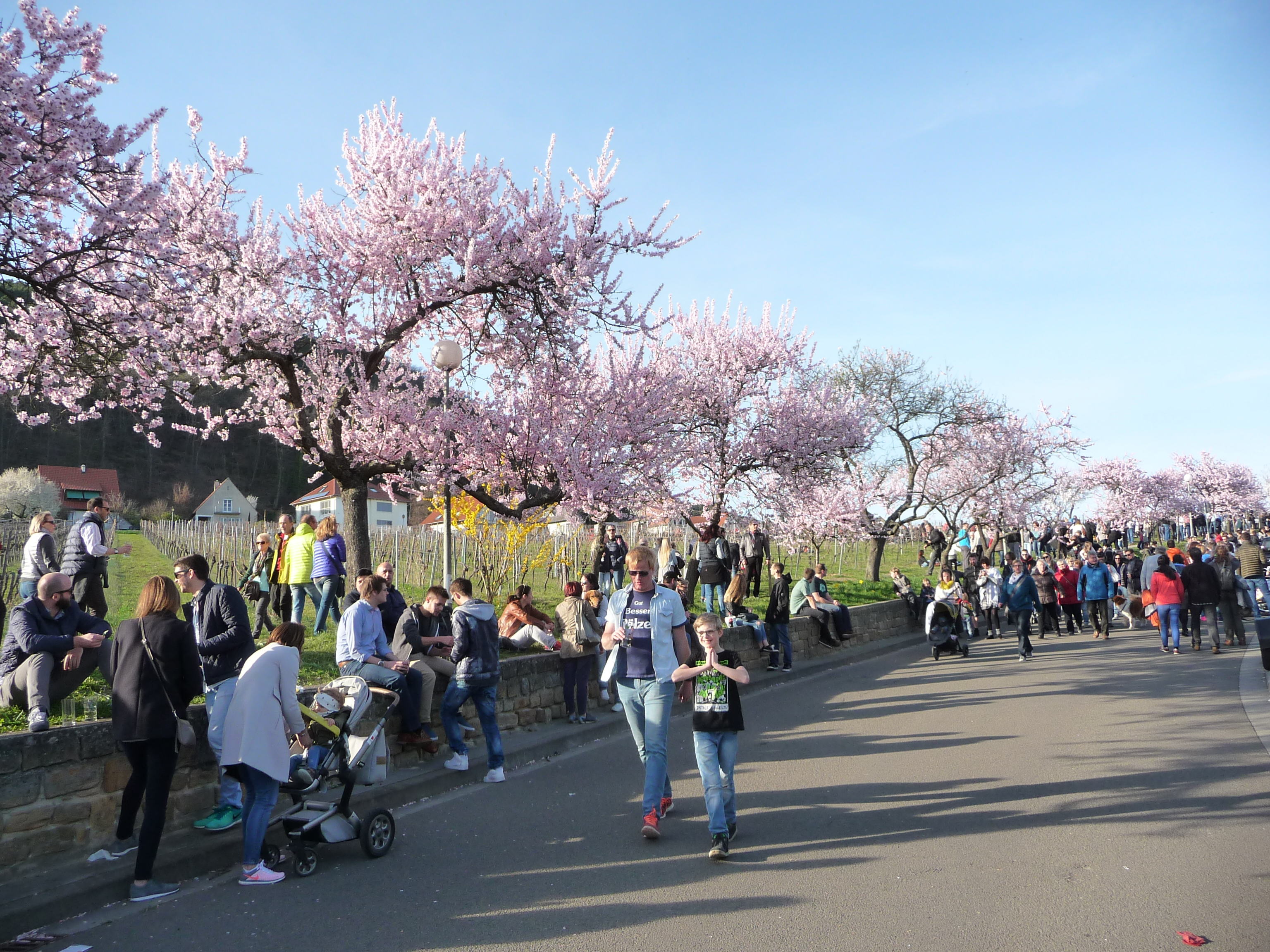
Mandelallee am Neuberg
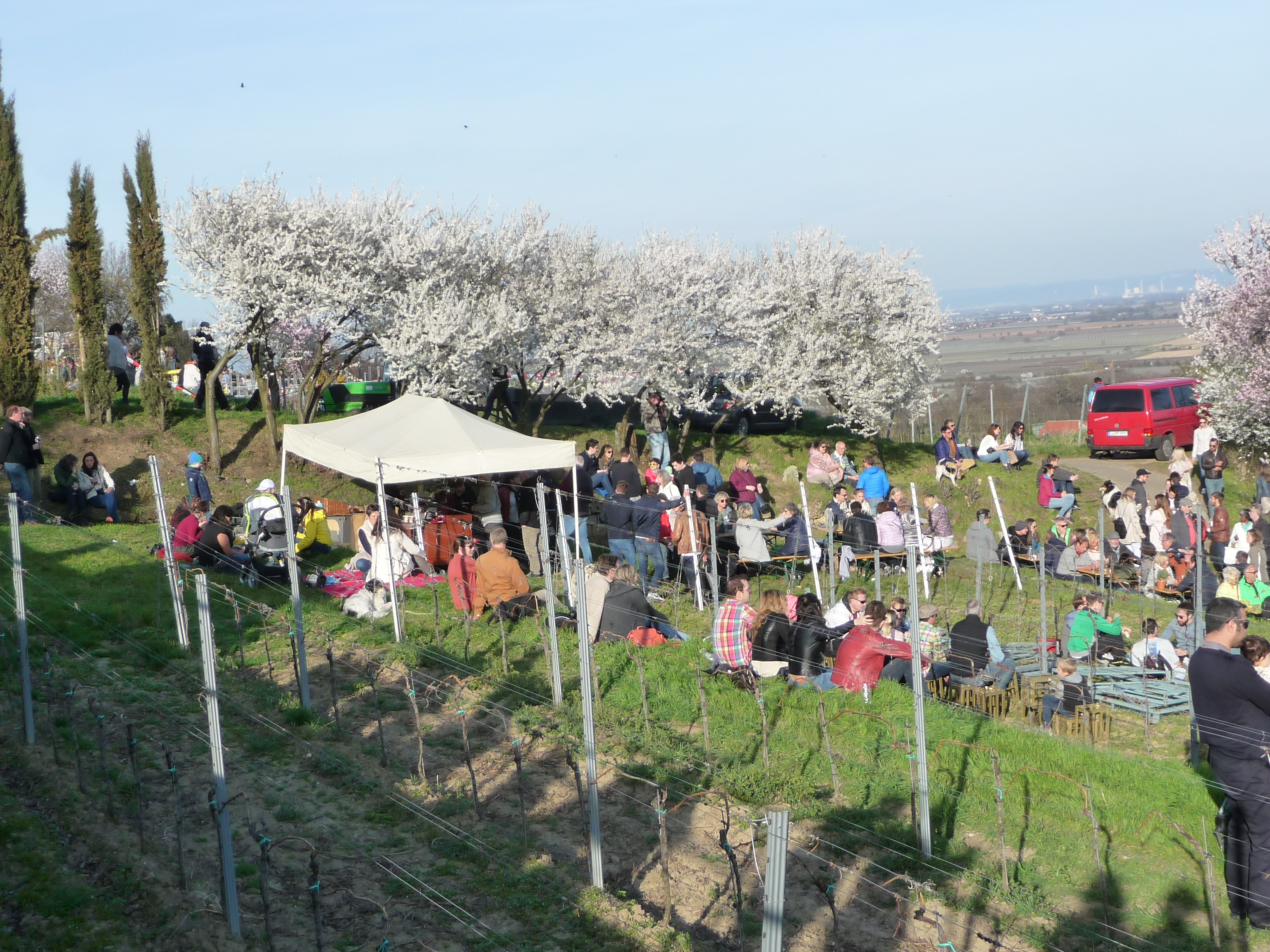
Volksfestatmosphäre
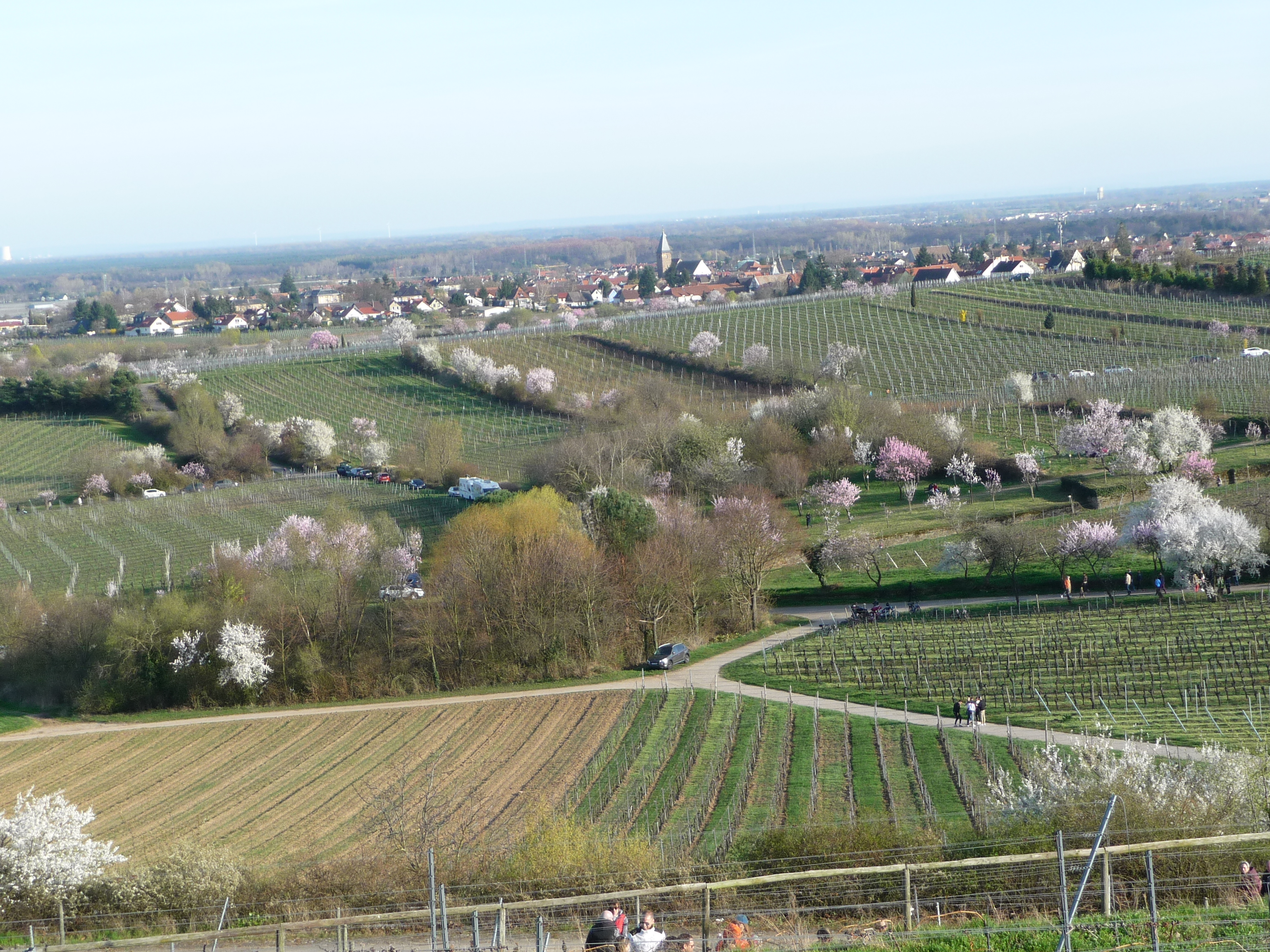
Blühende Mandelbäume in der Ebene

## Festtermine und Repräsentantinnen

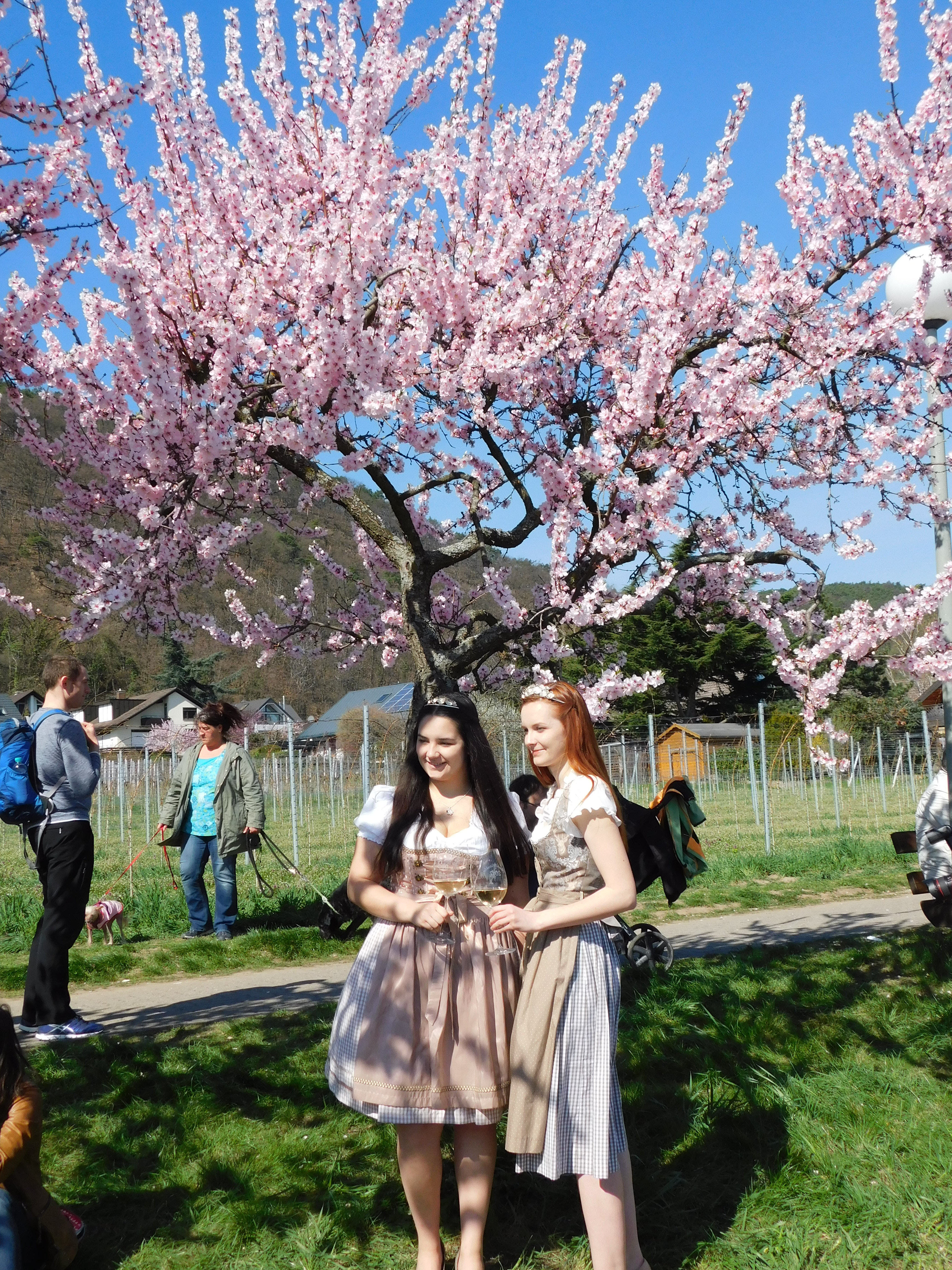
Mandelblütenkönigin und -prinzessin (2017)

Der Festtermin deckt sich mit dem ungefähren Höhepunkt der Mandelblüte an der Weinstraße und liegt spätestens im April; er hängt vom Eintritt der Mandelblüte ab und kann sich daher von Jahr zu Jahr verschieben. Manchmal kommt der Festausschuss nicht umhin, den Termin witterungsbedingt recht kurzfristig zu bestimmen. Mittels einer Webcam, die auf die Mandelbaumallee am Neuberg im Nordwesten Gimmeldingens gerichtet ist, können Auswärtige sich über den Fortschritt der Mandelblüte informieren.
| Mandelblütenfest | Mandelblütenfest                   | Mandelblütenkönigin             | Mandelblütenprinzessin |
| ---------------- | ---------------------------------- | ------------------------------- | ---------------------- |
| 2023             | 24.–26. März & 31. März – 2. April | Melanie Schmidt                 | Erva Satun             |
| 2022             | Absage wegen der COVID-19-Pandemie | Lina-Marie Keller               | Melanie Schmidt        |
| 2021             | Absage wegen der COVID-19-Pandemie |                                 |                        |
| 2020             | Absage wegen der COVID-19-Pandemie | Luisa Klohr                     | Lina-Marie Keller      |
| 2019             | 23./24. März                       | Ronja Hettinger                 | Luisa Klohr            |
| 2018             | 24./25. März                       | Eva Niederhöfer                 | Ronja Hettinger        |
| 2017             | 25./26. März                       | Paula Albrecht                  | Eva Niederhöfer        |
| 2016             | 18.–20. März                       | Katharina Schupp                | Paula Albrecht         |
| 2015             | 21./22. März                       | Alessa Leydecker                | Katharina Schupp       |
| 2014             | 15./16. März                       | Fenja Neubauer                  | Alessa Leydecker       |
| 2013             | 13./14. April                      | Laura Jung                      | Fenja Neubauer         |
| 2012             | 24./25. März                       | Dorothea Neuwald                | Laura Jung             |
| 2011             | 19./20. März                       | Sarah Julino                    | Dorothea Neuwald       |
| 2010             | 10./11. April                      | Nicole Hahn                     | Sarah Julino           |
| 2009             | 4./5. April                        | Maria Grill                     | Nicole Hahn            |
| 2008             | 15./16. März                       | Susanne Sander                  | Maria Grill            |
| 2007             | 10./11. März                       | Simone Reiß                     | Susanne Sander         |
| 2006             | 22./23. April                      | Aurelia Laubscher               | Simone Reiß            |
| 2005             | 2./3. April                        | Anna Schmidt                    | Aurelia Laubscher      |
| 2004             | 20./21. März                       | Sabine Ferckel                  | Anna Schmidt           |
| 2003             | 22./23. März                       | Jessica Seuffert                | Sabine Ferckel         |
| 2002             | 16./17. März                       | Nina Schlieper                  | Jessica Seuffert       |
| 2001             | 17./18. März                       | Miriam Reiß                     | Nina Schlieper         |
| 2000             | 18./19. März                       | Nina Hahn                       | Miriam Reiß            |
| 1999             | 6./7. März                         | Clarissa Fischer                | Nina Hahn              |
| 1998             | 9./10. März                        | Nina Kühner                     | Clarissa Fischer       |
| 1997             |                                    | Katrin Reber                    | Nina Kühner            |
| 1996             |                                    | Catherina Fischer               | Katrin Reber           |
| 1995             |                                    | Patricia Kurz                   | Catherina Fischer      |
| 1994             |                                    | Ira Estelmann                   | Patricia Kurz          |
| 1993             |                                    | Daniela Reber                   | Ira Estelmann          |
| 1992             |                                    | Susanne Hauck                   | Daniela Reber          |
| 1991             |                                    | Anja Estelmann                  | Susanne Hauck          |
| 1990             |                                    | Nicole Fanelsa                  | Anja Estelmann         |
| 1989             |                                    | Susanne Mugler                  | Nicole Fanelsa         |
| 1988             |                                    | Conny Estelmann                 | Susanne Mugler         |
| 1987             |                                    | Christina Hauck                 | Conny Estelmann        |
| 1986             |                                    | Liane Ohler                     | Christina Hauck        |
| 1985             |                                    | Uschi Fanelsa                   | Liane Ohler            |
| 1984             |                                    | Kerstin Elsholz                 | Uschi Fanelsa          |
| 1983             |                                    | Elke Wiedemann                  | Kerstin Elsholz        |
| 1982             |                                    | Karin Reiß                      | Elke Wiedemann         |
| 1981             |                                    | Margot Ferckel                  |                        |
| 1980             |                                    | Ilona Reber                     |                        |
| 1979             |                                    | Sabine Nickolay                 |                        |
| 1978             |                                    | Heike Dürrschnabel              |                        |
| 1977             |                                    | Eva Weber                       |                        |
| 1976             |                                    | Gundula Kreis                   |                        |
| 1975             |                                    | Iris Reber                      |                        |
| 1974             |                                    | Brigitte Lorenz                 |                        |
| 1973             |                                    | Sabine Nagel                    |                        |
| 1972             |                                    | Ute Priester                    |                        |
| 1971             |                                    | Elvira Worms                    |                        |
| 1970             |                                    | Monika Brieskorn                |                        |
| 1969             |                                    | Inge Schöpsdau                  |                        |
| 1968             |                                    | Edeltraud Hammel, später Kuppke |                        |
| 1967             |                                    | Michaela Weber                  |                        |
| 1966             |                                    | Brunhilde König                 |                        |
| 1965             |                                    | Ursel Mechtersheimer            |                        |
| 1964             |                                    | Annerose Thieme                 |                        |
| 1963             |                                    | Christel Schöpsdau              |                        |
| 1962             |                                    | Hildegard Meng                  |                        |
| 1961             |                                    | Inge Reiß                       |                        |
| 1960             |                                    | Lilli Staab                     |                        |
| 1959             |                                    | Anni Seng                       |                        |
| 1958             |                                    | Sabine Brieskorn                |                        |
| 1957             |                                    | Jutta Meckes                    |                        |
| 1956             |                                    | Margot Kiefer                   |                        |
| 1955             |                                    | Friedel Hein                    |                        |
| 1954             |                                    | Sigrid Kistowski                |                        |
| 1953             |                                    | Marlene Müller                  |                        |
| 1952             |                                    | Maria Buchert                   |                        |
| 1951             |                                    | Bärbel Wodzack                  |                        |
| 1950             |                                    | Sieglinde Eisemann              |                        |

## Ähnliche Feste
Zu der französischen Gemeinde Mittelwihr im Oberelsass, die ebenfalls ein Mandelblütenfest feiert, werden Verbindungen gepflegt. Auch das Große Blütenfest in der südpfälzischen Gemeinde Gleiszellen-Gleishorbach befasst sich besonders mit der Mandelblüte.